# Ряжский 70-й пехотный полк

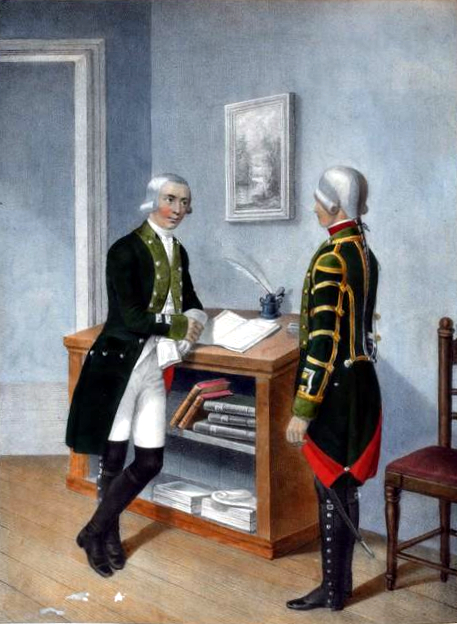
Обер-офицер и музыкант Ряжского мушкетерского полка. 1797 — 1801 годы.

70-й пехотный Ряжский полк — пехотная воинская часть Русской императорской армии.
Старшинство: с 15 декабря 1763 года. Дислокация:
- Кашира Тульской губернии (1820 год) [2], второй батальон — в Слободско-Украинской губернии, при поселенной Уланской дивизии. Полк входил в 18-ю пехотную дивизию.

## История
- 15 декабря 1763 года[3] — Украинский корпус, состоявший из 20-ти конных полков, переформирован в один конный полк (Борисоглебский) и 10 пеших, в том числе пеший Ряжский в составе 2-х батальонов, каждый по одной гренадерской и 5-ти мушкетёрских рот, составивших Украинскую дивизию.
- 16.01.1769 — Ряжский пехотный полк.
- 31.10.1798 — мушкетёрский генерал-майора Седморацкого полк.
- 28.06.1799 — мушкетёрский генерал-майора Ланжерона полк.
- 31.03.1801 — Ряжский мушкетёрский полк.
- 22.02.1811 — Ряжский пехотный полк.
- 28.01.1833 — присоединён 30-й егерский полк.
- 25.03.1864 — 70-й пехотный Ряжский полк.
- 01.01.1876 — 70-й пехотный Ряжский генерал-адъютанта князя Суворова полк.
- 06.02.1882 — 70-й пехотный Ряжский полк
- Полк — активный участник Первой мировой войны, в частности, Виленской операции в августе - сентябре 1915 г.[4]

## Знаки отличия
- георгиевское полковое знамя, за 1814 год[3], с Юбилейной лентой;
- знаки на шапках, за 1804-59 годы[3];
- знаки на шапку за Чечню 1857—1859 годы;
- георгиевские трубы, за переправу через Дунай у Галаца 10 июня 1877 год[3].

## Шефы
- 03.12.1796 — 27.07.1797 — бригадир (с 27.01.1797 генерал-майор) князь Горчаков, Алексей Иванович
- 27.07.1797 — 11.08.1798 — генерал-майор Ливен, Карл Андреевич
- 11.08.1798 — 13.05.1799 — генерал-майор Седморацкий, Александр Карлович
- 13.05.1799 — 12.04.1806 — генерал-лейтенант граф Ланжерон, Александр Фёдорович
- 12.04.1806 — 13.04.1811[5] — генерал-адъютант, генерал-лейтенант, князь Италийский, граф Суворов-Рымникский, Аркадий Александрович
- 15.05.1811 — 22.06.1815 — полковник Медынцев, Яков Афанасьевич
- 30.08.1860 — 06.02.1882 — генерал-адъютант, генерал от инфантерии, князь Италийский, граф Суворов-Рымникский, Александр Аркадьевич[6]

## Командиры
- хх.хх.1796 — 08.10.1797 — полковник Бем, Фёдор Андреевич
- 08.10.1797 — 01.02.1798 — полковник граф Остерман-Толстой, Александр Иванович
- 12.07.1798 — 05.01.1802 — майор (с 12.08.1798 подполковник, с 11.10.1799 полковник) Лаптев, Василий Данилович
- 05.01.1802 — 12.11.1802 — генерал-майор Репнинский, Сергей Яковлевич
- 16.01.1803 — 18.11.1804 — полковник Жердюк, Андрей Фёдорович
- 09.01.1805 — хх.хх.1807[7] — подполковник (с 23.04.1806 полковник) Богданов
- 16.03.1807 — 20.12.1807 — полковник Зеленин, Александр Степанович
- 30.08.1810 — 24.06.1811 — подполковник Евреинов, Илья Алексеевич
- 03.11.1811 — 23.08.1813[8] — майор Кильхен, Карл Андреевич
- 22.06.1815 — 30.08.1816 — полковник Медынцев, Яков Афанасьевич
- 30.08.1816 — 15.04.1821 — подполковник Листовский
- 15.04.1821 — 05.05.1829 — подполковник (с 26.11.1823 полковник) Лукаш, Николай Евгеньевич
- 05.05.1829 — 21.04.1833 — подполковник (с 11.03.1830 полковник) граф Толстой, Александр Дмитриевич
- 21.04.1833 — 22.06.1838 — полковник (с 03.04.1838 генерал-майор) Пантелеев, Илья Андреевич
- 30.09.1838 — 27.10.1843 — подполковник (с 31.08.1839 полковник) Миллер, Адольф Христианович
- 27.10.1843 — 16.01.1852— полковник (с 08.04.1851 генерал-майор) Левуцкий, Фёдор Григорьевич
- 16.01.1852 — 03.10.1853[9] — полковник Хитрово, Сергей Михайлович
- 03.10.1853 — 22.02.1860 — полковник (с 26.08.1856 генерал-майор) Ганецкий, Николай Степанович
- 22.02.1860 — 23.06.1863 — полковник Иверсен, Эмиль Богданович
- 23.06.1863 — 30.05.1867 — полковник граф Татищев, Иван Дмитриевич
- 30.05.1867 — 01.01.1876 — полковник Пушкарёв, Яков Петрович
- 27.01.1876 — 20.04.1885 — полковник (с 15.03.1883 генерал-майор) Шелковников, Иван Яковлевич
- 12.05.1885 — 26.11.1891 — полковник Радзишевский, Иван Иванович
- 02.12.1891 — 26.02.1894 — полковник Завадский, Виктор Валентьевич
- 03.03.1894 — 25.10.1895 — полковник Михайлов, Милий Кондратьевич
- 25.10.1895 — 05.02.1898 — полковник Голембатовский, Михаил Григорьевич
- 05.02.1898 — 06.10.1899 — полковник Гусаков, Епифаний Арсеньевич
- 31.10.1899 — 10.06.1903 — полковник Пясецкий, Пётр Васильевич
- 18.06.1903 — 07.12.1906 — полковник Минко, Кирилл Борисович
- 15.12.1906 — 27.04.1909 — полковник Ларионов, Яков Михайлович
- 23.06.1909 — 02.06.1910 — полковник Белокопытов, Михаил Петрович
- 02.06.1910 — 22.11.1911 — полковник Павлов, Дмитрий Петрович
- 02.01.1912 — 30.09.1914 — флигель-адъютант полковник Житкевич, Владимир Александрович
- 30.09.1914 — 22.01.1915 — полковник Брюхов, Владимир Владимирович
- 04.02.1915 — 20.02.1917 — полковник Брюхов, Владимир Владимирович
- 31.03.1917 — 28.04.1917 — полковник Измайлов, Михаил Александрович
- 28.04.1917 — 24.10.1917 — подполковник (с 19.09.1917 полковник) Соловьёв, Александр Александрович